# داليا إير
داليا إير شركة طيران خاصة مغربية، تأسست في مارس 2010م،

## الأسطول
يتكون أسطول الشركة من طائرتين من نوع إمبراير إي آر جيه 135 وطائرة من نوع إمبراير 190 ذات تصميم داخلي خاص برجال الأعمال ولنقل الشخصيات المهمة VIP

## أحداث وحوادث
عام 2012، طائرة تابعة لشركة داليا إير والمرقمة CN-MBR، خرجت عن مدرج مطار سانت غالن بسويسرا، من دون ان تخلف خسائر بشرية. وكانت الطائرة تقوم برحلة بين مطار «جنيف» ومطار «ألتنغاين» الواقع بأقصى شمال شرق سويسرا مع الحدود النمساوية وعلى متنها إحدى الشخصيات الفرنسية بالإضافة إلى الربان ومساعديه